# ستن (خداآفرین)

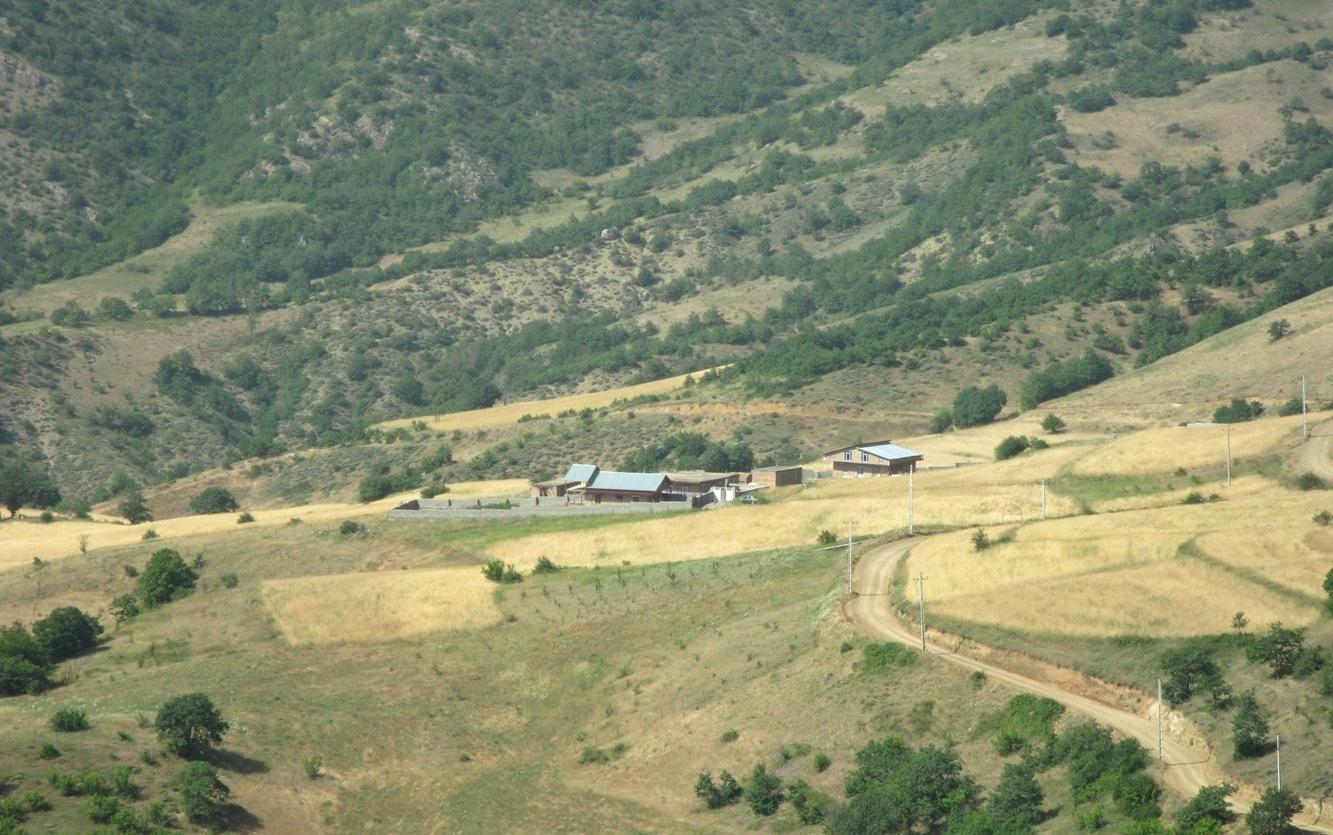
روستا در سال 2009.

ستن (Setan) یکی از روستاهای استان آذربایجان شرقی است که در دهستان منجوان غربی بخش منجوان شهرستان خداآفرین منطقه ارسباران واقع شده‌است. جمعیت روستا در سالهای پیش از انقلاب اسلامی ۳۴۰ نفر بود  و در سال ۱۳۸۵ به ۲۳۶ نفر در ۵۸ خانواده کاهش یافته است.. در آستانه انقلاب سفید، که نقشی عمده در فروپاشی نهایی ساختار ایلی ایران داشت، تیره ای از ایل محمد خانلو، شامل ۱۲۰ خانوار، از روستاهای ستن و مسجدلو بعنوان قشلاق استفاده میکردند.. هم اکنون به علت بازگشت خانواده ها از شهرها به روستاها،در روستای ستن بناهای زیبایی در حال ساخت میباشد.و روستا در حال پیشرفت میباشد.